# هان‌لی (شاوشات)
هان‌لی (به ترکی استانبولی: Hanlı) یک منطقهٔ مسکونی در ترکیه است که در شاوشات واقع شده‌است. هان‌لی ۱۸۶ نفر جمعیت دارد.